# Matt Besler
Matthew Scott Besler (Overland Park, Kansas 1987. február 11. –) amerikai válogatott labdarúgó, 2022. január 1-én visszavonult.

## Sikerek
Sporting Kansas City
- MLS Cup (1): 2013
- Lamar Hunt US Open Cup (3): 2012, 2015, 2017

USA
- CONCACAF-aranykupa (2): 2013, 2017

## Fordítás
- Ez a szócikk részben vagy egészben  a   Matt Besler című angol Wikipédia-szócikk fordításán alapul.  Az eredeti cikk szerkesztőit annak laptörténete sorolja fel. Ez a jelzés csupán a megfogalmazás eredetét és a szerzői jogokat jelzi, nem szolgál a cikkben szereplő információk forrásmegjelöléseként.